# Odette Prévost
Pour les articles homonymes, voir Prévost.
Odette Prévost (1932-1995) est une religieuse française, enseignante et bibliothécaire, tuée à Alger en allant à la messe lors de la décennie noire. 
Elle est reconnue martyre par l'Église catholique et proclamée bienheureuse le 8 décembre 2018.

## Biographie
Odette Prévost est née en Champagne à Oger dans le département de la Marne, en France, dernière d'une famille de quatre enfants.
Elle devient professeur d'anglais et enseigne pendant trois ans, à l'école Sainte-Thérèse d'Avize où elle a été élève autrefois. Elle se pose la question de la vocation religieuse, et pense d'abord à la vie cistercienne, puis se décide à suivre les pas de Charles de Foucauld. Elle entre alors dans la congrégation des Petites Sœurs du Sacré-Cœur, à 21 ans, en 1953 à Montpellier.
Pour sa première mission, sœur Odette est envoyée en 1958 au Maroc, à Kbab, parmi les Berbères,. Elle sert au dispensaire, et donne aux filles des cours de tricot et de couture. Elle rencontre ainsi les Musulmans et leur culture, et fait profession perpétuelle en 1959. Elle rencontre également pendant un an le Père Peyriguère, qui vit seul dans l'Atlas marocain.
Rappelée en France, où elle travaille dans les milieux ouvriers d'Argenteuil, elle désire repartir pour le Maghreb, et s'installe à partir de 1968 à Alger, dans le quartier de Kouba. Elle y participe à la fondation d'une communauté, et vit dans le même dénuement que la population locale.
Voulant mieux maîtriser la langue et la culture, elle part pour Rome en 1980 pour y étudier l'arabe classique et les sciences islamiques, pendant deux ans, à l'Institut pontifical des études arabes et d'islamologie. Revenue à Alger dans une fraternité où elles sont quatre sœurs, elle rejoint le Centre culturel diocésain des Glycines, où elle est alternativement bibliothécaire et professeur d'arabe. Elle fait partie aussi du Ribât-el-Salam (Lien de la Paix) où elle rencontrait les moines de Tibhirine. Selon la prieure générale de sa congrégation, elle était de taille imposante et douée intellectuellement, n'avait pas un tempérament facile, critiquait l'autorité et était plutôt inquiète ; mais quelques mois avant sa mort elle s'était manifestement transformée, comme le constata, un autre martyr, l'évêque d'Oran, « parce que quand on risque sa propre vie, il faut aller à l'essentiel. »
Le 10 novembre 1995 vers 8h30, elle part avec Chantal Galicher, une autre sœur pour assister à la messe lorsqu'un homme sort d'une voiture et tire sur elles à bout portant. Sœur Odette meurt sur le coup, Chantal Galicher est gravement blessée, à la mâchoire et au visage.

## Béatification
Elle est reconnue martyre en janvier 2018 par le pape François, puis proclamée bienheureuse lors de la cérémonie de béatification le 8 décembre 2018 en Algérie, à Oran, avec le groupe des martyrs d'Algérie. Elle est fêtée seule le 10 novembre, et le 8 mai avec l'ensemble des martyrs d'Algérie.

## Citation
Prière composée par Sœur Odette, trouvée sur elle juste après sa mort : « Vis le jour d’aujourd’hui, Dieu te le donne, il est à toi. Vis-le en lui. Le jour de demain est à Dieu, il ne t’appartient pas. Ne porte pas sur demain le souci d’aujourd’hui. Demain est à Dieu, remets-le lui. Le moment présent est une frêle passerelle, si tu le charges des regrets d’hier, de l’inquiétude de demain, la passerelle cède et tu perds pied. Le passé ? Dieu le pardonne. L’avenir ? Dieu le donne. Vis le jour d’aujourd’hui en communion avec lui. »